# Hans Bender

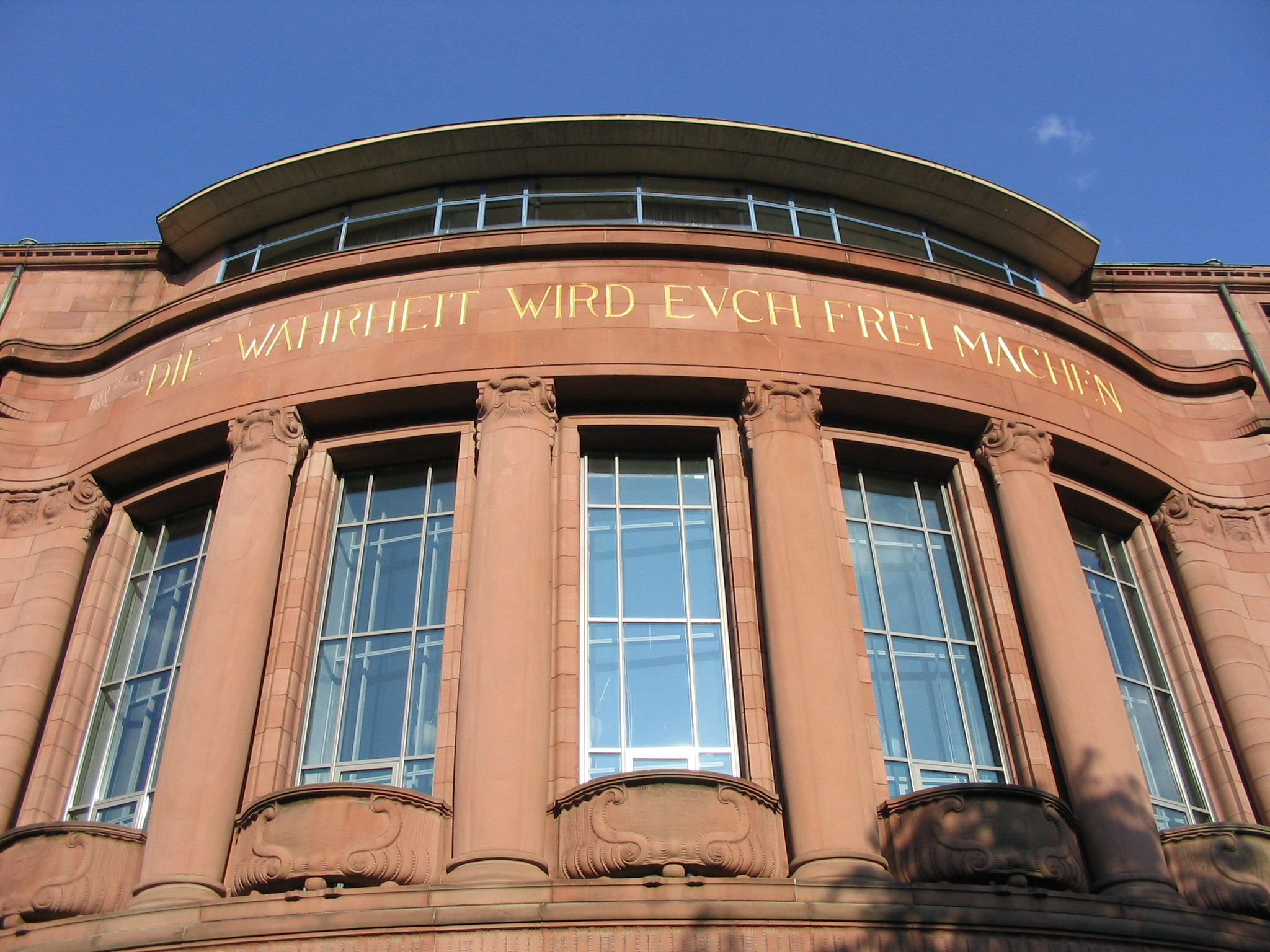
Epitaf na univerzitě ve Freiburgu: „Die Wahrheit wird euch frei machen“ = „Pravda osvobozuje“

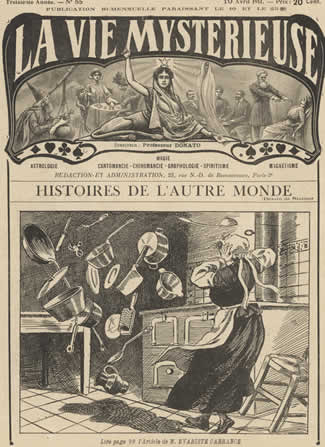
Vyobrazení působení poltergeista na obálce francouzského magazínu La Vie Mysterieuse z roku 1911

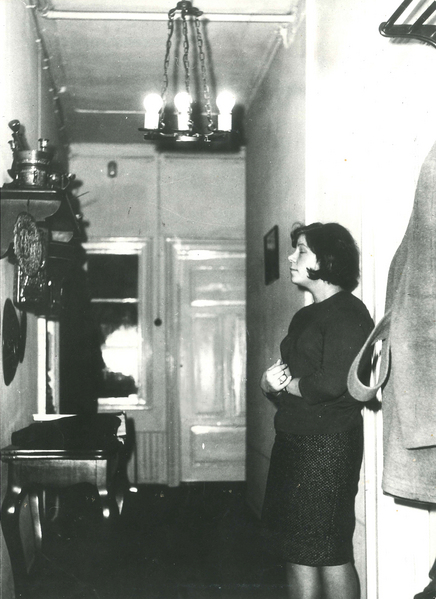
Anemarie Schaberlová (Anemarie Schaberl) v německém Rosenheimu v roce 1967 / 1968

Hans Bender (5. února 1907, Freiburg im Breisgau – 7. května 1991, Freiburg im Breisgau) byl německý lékař (psycholog), spisovatel literatury faktu, vysokoškolský učitel a lektor v oblasti psychotroniky, který ve Freiburgu založil ústav „Institut für Grenzgebiete der Psychologie und Psychohygiene“.  Hans Bender patřil mezi uznávané odborníky na „neobvyklé psychické jevy“ (paranormální jevy) především v oblasti jasnovidnosti a fenoménu poltergeist a jeho jméno bude navždy spojeno s tzv. Rosenheimským případem.

## Život

### Studia
Hans Bender se narodil 5. února 1907 ve Freiburgu in Breisgau. V tomto městě absolvoval základní i střední školu. V sedmnácti letech (během svého pobytu v Londýně) byl v jedné rodině přizván k účasti na spiritistických seancích, kde poprvé uviděl tzv. automatické psaní.  Po maturitě v roce 1925 začal studovat práva na univerzitě ve švýcarském městě Lausanne a v Paříži. V roce 1927 zahájil studia psychologie, filozofie a románská studia na univerzitách ve Freiburgu, Heidelbergu a v Berlíně. Od roku 1929 pak studoval v Bonnu psychologii u profesora Ericha Rothackera  a románská studia u německého literárního historika a romanisty profesora Ernsta Roberta Curtiuse. V roce 1930 Hans Bender promoval v Bonnu na psychologickém institutu Svůj zájem Bender soustřeďoval na dynamiku podvědomých procesů a experimentoval s fenoménem automatického psaní. Doktorát za disertační práci „Psychische Automatismen“ (česky: „Psychické automatismy“) obdržel v roce 1933 v Bonnu (u profesora Ericha Rothackera). V té době působil jako asistent psychologického ústavu univerzity v Bonnu a současně s (tehdy poněkud kontroverzní) psychologií studoval (pro vylepšení své vlastní reputace) také medicínu.   Krátce po roce 1933 uveřejnil Hans Bender v časopise „Zeitschrift für Psychologie“ (česky: „Časopis pro psychologii“) studii, která se zabývala výzkumem jasnovidnosti v laboratorních podmínkách. V roce 1937 vstoupil Hans Bender do řad NSDAP. V roce 1939 pracoval jako dobrovolník na psychiatrické a interní klinice ve Freiburgu.

### Druhá světová válka
Po vypuknutí druhé světové války byl uznán neschopným vojenské služby a tak mohl začátkem roku 1940 nastoupit na místo u profesora Ericha Rothackera v Bonnu. Od září 1940 Bender také pracoval na interní klinice v Bonnu. V červnu 1940 se oženil s Henriette Wiechertovou.  V roce 1941 byl habilitován (jako docent) na nově založené říšské univerzitě ve Štrasburku (Reichsuniversität Straßburg).  Po intervenci historika Ernsta Anricha  se Bender stal lektorem ve službách „Říšského ministerstva pro vědu, vzdělávání a veřejnou výuku“. V letech 1942 až 1944 přednášel ve Štrasburku psychologii a klinickou psychologii a ve Štrasburku Hans Bender založil a řídil „Paracelsův institut“. V tomto institutu hodlal původně zkoumat astrologii, ale pak zde zkoumal (na žádost svého patrona Friedricha Spiesera ) jiné okultní fenomény a oblast zájmů zahrnovala např. i proutkaření. V listopadu 1944 byl Štrasburk osvobozen spojeneckými jednotkami. V britském internačním táboře pobýval Bender až do července roku 1945.

### 40. a 50. léta 20. století
Po propuštění z internačního tábora v červenci 1945 se Hans Bender vrátil do Frieburgu a na zdejší univerzitě začal přednášet klinickou psychologii. V roce 1950 založil Hans Bender ve Freiburgu neuniverzitní instituci s názvem „Institut für Grenzgebiete der Psychologie und Psychohygiene“, kde se věnoval jevům na rozhraní psychologie a okultismu.  Od roku 1946 do roku 1949 působil jako „předseda pro psychologii a pedagogiku“.

### 50. a 60. léta 20. století
Počátkem 50. let 20. století založil na Freiburské univerzitě samostatnou katedru, která se výlučně zabývala výzkumem parapsychologických fenoménů. V letech 1951 až 1954 byl hostujícím profesorem a následně byl jmenován mimořádným profesorem pro „hraniční oblasti psychologie“. V roce 1954 se stal vedoucím katedry psychologie na Freiburské univerzitě. Kromě toho se ve svém soukromém volném čase věnoval výzkumu fenoménu poltergeist.  V roce 1967 se stal řádným profesorem „psychologie a hraničních oblastí psychologie“. (Celá jedna čtvrtina obsahu vyučovacího předmětu byla věnována parapsychologii.) Mezi studenty i zájemci o „tajemno a okultno“ byly populární Benderovy úterní veřejné přednášky pořádané v aule Freiburské univerzity.

### 70. léta 20. století
V roce 1973 se Hans Bender účastnil pražského mezinárodního psychotronického kongresu, který pořádal Dr. Zdeněk Rejdák. V roce 1975 se stal Hans Bender emeritním profesorem. V roce 1975 odešel jako světově uznávaná kapacita do důchodu. Profesor dr. Hans Bender zemřel 7. května 1991 v německém Freiburgu.

## Výzkum a aktivity

### Pierre Janet a Carl Gustav Jung
Profesor dr. Hans Bender měl znalosti v hlubinné psychologii a zastával povětšinou stanoviska a přístupy podle francouzského psychologa a filozofa Pierra Marie Félix Janeta (zabýval se především hysterií, hypnózou, traumatem a tématem paměť) a švýcarského lékaře a psychoterapeuta Carla Gustava Junga (zabýval se lidskou psychikou na pozadí světa snů, umění, mytologie, náboženství a filosofie). Z toho vyplývá, že Bender na jedné straně používal spíše kvalitativní přístup než kvantitativní a na druhé straně zastával v parapsychologii spíše „animistický“ přístup namísto „spiritualistického“ přístupu, což v oboru parapsychologie znamenalo, že s paranormálními jevy nezacházel Bender jako s projevy duchů, ale přisuzoval je velkému psychickému vypětí (napětí) „zaměřené osoby“. Experimenty týkající se parapsychologických jevů spojoval s citlivým přístupem, analýzou emocí a nesprávných neurotických postojů. Důležitým výsledkem jeho studií byl princip „Gleichförmigkeit des Okkulten“ (česky: „Rovnoměrnost (podobnost a všudypřítomnost) okultismu“, anglicky: „Similarity or omnipresence of the Occult“). V rámci něho Bender předpokládal všudypřítomný výskyt takovýchto jevů a zkušeností v různých dobách, kulturách, regionech a vrstvách společnosti a z toho plynoucí obecnou užitečnost studia těchto jevů.

### Thomas Ring a Henriette Wiechert
Dalším rysem Benderovy práce byl jeho úzký kontakt s astrology, jako byl například jeho přítel Thomas Ring,  se kterým konzultoval astrologickou problematiku v záležitostech jak soukromého tak i vědeckého charakteru. Kromě toho byl Hans Bender přesvědčen, že je se svou manželkou osudově spřízněn a že jeho žena je s ním schopna navázat telepatické spojení (kdykoliv je toho třeba).

### Kritické myšlení

#### Nedůvěra v média
Pokud pojal v případě nevysvětlitelných jevů jakékoliv pochybnosti, vzbudilo to v něm kritický úhel pohledu. Tato speciální obezřetnost pramenila nejen z jeho zkušeností s masovými sdělovacími prostředky, ale i z pozorování chování jeho asistentů a spolupracovníků, kteří ne vždy prováděli důkladný výzkum neobvyklých jevů. 

#### Brémský případ 1965
Benderovi kritici jej již dříve obviňovali z toho, že přehlížel pokusy o manipulaci (podvody) „zaměřených osob“. Tehdejší hlavní kriminální ředitel dr. Herbert Schäfer (ze Zemského úřadu pro vyšetřování trestných činů v Brémách) se značným časovým odstupem 13 let (tj. v roce 1978) zveřejnil údajné přiznání „zaměřené osoby“ (Heiner Scholz) v brémském případu z roku 1965, ale profesor Hans Bender tuto kauzu pojal jako autentický případ spontánní psychokineze. „Zaměřená osoba“ (Heiner Scholz) byla praktikantem (učněm) v obchodě s potravinami a porcelánem (v oddělení čínského porcelánu) v Brémách v roce 1965 a tehdy úmyslně manipulovala jak v obchodě s porcelánem, tak i během testů v laboratoři ve Freiburgu. (Dr. Herbert Schäfer údajně získal od Hienera Scholze přiznání, kde bylo popsáno, jakým způsobem byly jevy podvodně prováděny.) Benderovi asistenti tvrdili, že k žádným manipulacím nedocházelo.

#### Rosenheimský případ 1967/1968
Problém manipulace existoval také v Benderově nejznámějším „poltergeistovém“ případě v bavorském Rosenheimu na přelomu let 1967 / 1968, který byl dokumentován nejen Benderem a jeho asistenty, ale také technickými pracovníky revizního oddělení Elektrických podniků města Rosenheim, techniky poštovního úřadu, příslušníky kriminální policie a fyziky z mnichovského Ústavu Maxe Plancka. Bez ohledu na skutečnost, že fyzikové ve svém znaleckém posudku napsali, že ne všechny pozorované jevy lze vysvětlit fyzikálními zákony, alespoň v jednom případě byla úředně prokázána podvodná manipulace („zaměřené osoby“) devatenáctileté praktikantky slečny Anemarie Schaberl. Hans Bender a jeho asistenti vysvětlili případ tak, že často psychologicky labilní „zaměřené osoby“ manipulují (podvádí) s cílem soustředit pozornost a to především v těch případech, kdy se skutečné parapsychologické jevy nedaří vyvolat.

### Kritické hlasy

#### Piet Hein Hoebens
Nizozemský novinář, parapsycholog a skeptik Piet Hein Hoebens  kritizoval Benderovy vyšetřovací závěry ohledně Rosenheimského případu s tím, že „Žádná úplná zpráva o vyšetřování nebyla nikdy zveřejněna, takže nemůžeme zkontrolovat, do jaké míry byli parapsychologové úspěšní při vyloučení přirozených vysvětlení.“ Piet Hein Hoebens napsal, že Benderovy zprávy o jeho vyšetřování ukazují, že možná nemusel dostatečně důkladně prozkoumat některé důkazy, které Hoebens považuje za vysoce diskutabilní (sporné).

#### Joe Nickell
Skeptický badatel Joe Nickell  popsal Hanse Bendera jako osobu věřící v nadpřirozeno, jenž není ochotna „vyvodit jasný závěr z důkazů“. Joe Nickell poznamenal, že Hans Bender považoval případ za projev fenoménu poltergeist i navzdory skutečnosti, že byl prokázán podvod. Podle Joe Nickella „tento přístup ostře kontrastuje s přístupem skeptických badatelů, kteří v případě jediného podvodu považují celý případ projevu konkrétního fenoménu poltergeist za zdiskreditovaný.

## Publikační činnost (výběr, řazeno chronologicky)

### 30. léta 20. století
- „Psychische Automatismen. Zur Experimentalpsychologie des Unterbewußten und der außersinnlichen Wahrnehmung“, Leipzig, 1936. (česky: „Psychické automatismy. K experimentální psychologii podvědomí a mimosmyslového vnímání“)

- „Zum Problem der außersinnlichen Wahrnehmung. Ein Beitrag zur Untersuchung des Hellsehens mit Laboratoriumsmethoden“ In: the „Zeitschrift für Psychologie“ 135 (1939), strany: 20 až 130. (česky: „Problém mimosmyslového vnímání. Příspěvek ke studiu jasnovidectví laboratorními metodami“ In: „Časopis pro psychologii“)

### 50. léta 20. století
- „Der Okkultismus als Problem der Psychohygiene“ In: „Neue Wissenschaft“ 1 (1950), H. 3, strany: 34 až 42. (česky:„Okultismus jako problém psychohygieny“ In: „Nová věda“)

- „Zur Entwicklung der Parapsychologie von 1930–1950“ In: Hans Driesch's Parapsychologie. Die Wissenschaft von den "okkulten" Erscheinungen, Zurich, 1952, strany: 135 až 176. (česky: „K vývoji parapsychologie v letech 1930–1950“ In: „Parapsychologie Hanse Driesche. Věda o „okultních jevech““)

- „Okkultismus als seelische Gefahr“ In: M. Pfister-Amende (ed.): „Geistige Hygiene. Forschung und Gefahr“, Basel 1955, strany 489 až 499. (česky: „Okultismus jako duchovní nebezpečí“ In: „Duchovní hygiena. Výzkum a nebezpečí")

- „Praekognition im qualitativen Experiment. Zur Methodik der "Platzexperimente" mit dem Sensitiven Gerard Croiset„ in „Zeitschrift für Parapsychologie und Grenzgebiete der Psychologie“ 1 (1957), stránky: 5 až 35. (česky: "Prekognice v kvalitativním experimentu. K metodologii „místních experimentů“ s citlivcem Gerardam Croisetem“ In: „Časopis pro parapsychologii a hraniční oblasti psychologie“)

- „Parapsychische Phänomene als wissenschaftliche Grenzfrage“ In: „Freiburger Dies Universitatis“ 6 (1957/1958), stránky: 59 až 84. (česky: „Parapsychické jevy jako problém otázky hranic vědy“ In: „Univerzita ve Freiburgu“)

- „Mediumistische Psychosen. Ein Beitrag zur Pathologie spiritistischer Praktiken“ In: the „Zeitschrift für Parapsychologie und Grenzgebiete der Psychologie“ 2 (1958/1959), strany: 173 až 200. (česky: „Mediumistické psychózy. Příspěvek k patologii spiritistických praktik“ In: „Časopis pro parapsychologii a hraniční oblasti psychologie“)

### 60. léta 20. století
- „Zur Frage des telepathischen Traumes“ In: H. Thomae, H. (ed.): „Bericht über den 22. Kongreß der Deutschen Gesellschaft für Psychologie“, Göttingen, 1960, stránky: 276 až 280. (česky: „K otázce telepatických snů“ In: „Zpráva o 22. sjezdu Německé psychologické společnosti“)

- (společně s: J. Mischo): „"Precognition" in dream series I“ In: „Zeitschrift für Parapsychologie und Grenzgebiete der Psychologie“ 4 (1960/1961), stránky: 114 až 198. (česky: „Prekognice ve snu serie I“ In: „Časopis pro parapsychologii a hraniční oblasti psychologie“)

- (společně s: J. Mischo): „"Precognition" in dream series II“ In: „Zeitschrift für Parapsychologie und Grenzgebiete der Psychologie“ 5 (1961), stránky: 10 až 47. (česky: „Prekognice ve snu serie II“ In: „Časopis pro parapsychologii a hraniční oblasti psychologie“)

- „Formen der Einstellung zur Parapsychologie“ In: „Zeitschrift für Parapsychologie und Grenzgebiete der Psychologie“ 7 (1964), stránky: 85 až 92. (česky: „Formy přístupu k parapsychologii“ In: „Časopis pro parapsychologii a hraniční oblasti psychologie“)

- „Astrologie und Aberglaube“ In: „Neue Wissenschaft“ 12 (1964), H. 1, stránky: 1 až 23. (česky: „Astrologie a pověra“ In: „Nová věda“)

- „Erich Rothacker 1888–1965“ In: „Zeitschrift für Parapsychologie und Grenzgebiete der Psychologie“ 9 (1966), 149f. (česky: „Erich Rothacker 1888–1965“ In: „Časopis pro parapsychologii a hraniční oblasti psychologie“)

- „Neue Entwicklungen in der Spukforschung“ In: „Zeitschrift für Parapsychologie und Grenzgebiete der Psychologie“ 12 (1966), stránky 1 až 18. (česky: „Nový vývoj ve výzkumu fenoménu poltergeist“ In: „Časopis pro parapsychologii a hraniční oblasti psychologie“)

- „Telepathie und Hellsehen als wissenschaftliche Grenzfragen“ In: „Schopenhauer-Jahrbuch auf das Jahr 1967“, stránky: 36 až 52. (česky: „Telepatie a jasnovidnost jako otázky hranic vědy“ In: „Schopenhauerova ročenka pro rok 1967“)

- Hans Bender. „Der Rosenheimer Spuk – ein Fall spontaner Psychokinese.“ In: „Zeitschrift für Parapsychologie und Grenzgebiete der Psychologie“. Aurum, Freiburg im Breisgau, 11/1968, strany 104 až 112. ISSN 0028-3479. (česky: „Rosenheimský případ – případ spontánní psychokineze.“ In: „Časopis pro parapsychologii a hraniční jevy psychologie“)

- Hans Bender. „New Developments in Poltergeist Research.“ In: „Proceedings of the Parapsychological Association“ 6/1969: strana: 81 (česky: „Nové trendy ve výzkumu poltergeistů.“ In: „Řízení parapsychologické asociace“)

### 70. léta 20. století
- (společně s: J. Mischo): „A prosecutor confronted with "weirdness"“ In: „Zeitschrift für Parapsychologie und Grenzgebiete der Psychologie“ 12 (1970), stránky: 255 až 259. (česky: „Prokurátor konfrontovaný s "podivností"“ In: „Časopis pro parapsychologii a hraniční oblasti psychologie“)

- Hans Bender. „Unser sechster Sinn“. Deutsche Verlags-Anstalt, Stuttgart, 1971, Strany: 108 až 115. ISBN 3-421-02228-3 (česky: „Náš šestý smysl“)

- (Ed.): „Parapsychologie – Development, Results, and Problems“, Darmstadt 1974. (česky: „Parapsychologie – vývoj, výsledky a problémy“)

- Hans Bender. „Modern Poltergeist Research – A Plea for an Unprejudiced Approach“. In: John Beloff (Ed.), „New Directions in Parapsychology“, Londýn 1974: Elek Science. (česky: „Moderní výzkum jevu poltergeist – žádost o nezaujatý přístup“ In: „Nové směry v parapsychologii“)

- „Psychohygienische und forensische Aspekte der Parapsychologie“ In: G. Condreau (ed.): „Die Psychologie des 20. Jahrhunderts“, Bd. 15, Zürich 1979, stránky: 651 až 672. (česky: „Psychohygienické a forenzní aspekty parapsychologie“ In: „Psychologie 20. století“)

### 80. léta 20. století
- Hans Bender. In: John Beloff (Hrsg.): „Neue Wege der Parapsychologie“. Walter, Olten und andere 1980, strany: 175 až 199. ISBN 3-530-60710-X (česky: „Nové cesty parapsychologie“)

- „W.H.C. Tenhaeff (1894–1980)“ In: „Zeitschrift für Parapsychologie und Grenzgebiete der Psychologie“ 23 (1981), stránky: 231 až 236. (česky: „W.H.C. Tenhaeff (1894–1980)“ In: „Časopis pro parapsychologii a hraniční oblasti psychologie“)

- „Telepathy, second sight, and psychokinesis“, Munich 1983. (česky: „Telepatie, druhý pohled a psychokineze“)

- „Dealings with the Occult“, Freiburg 1984. (česky: „Zacházení s okultnem“)

- „A positive critic of superstition“ In: R. Pilkington (ed.): „The Men and Women of Parapsychology“, Jefferson, N.C. 1987, stránky: 114 až 118. (česky: „Pozitivní kritik pověry“ In: „Muži a ženy parapsychologie“)

## Vyznamenání
- 1983 –  – „Verdienstorden der Bundesrepublik Deutschland“ (Záslužný řád Spolkové republiky Německo; záslužný kříž I. třídy)